# David Armstrong (labdarúgó, 1954)
David Armstrong (Durham, 1954. december 26. – 2022. augusztus 21.) válogatott angol labdarúgó, középpályás.

## Pályafutása

### Klubcsapatban
1971 és 1981 között a Middlesbrough, 1981 és 1987 között a Southampton, 1987–88-ban a Bournemouth labdarúgója volt.

### A válogatottban
1980 és 1984 között három alkalommal szerepelt az angol válogatottban.

## Sikerei, díjai
- az év játékosa – Middlesbrough FC (1980)
- az idény játékosa – Southampton FC (1984)

 Middlesbrough
- Angol bajnokság – másodosztály (Division 2)
  - győztes: 1973–74

 Southampton
- Angol bajnokság (Division 1)
  - 2.: 1983–84

## Statisztika

### Mérkőzései az angol válogatottban
| Anglia | Anglia            | Anglia                        | Anglia     | Anglia   | Anglia   | Anglia             | Anglia | Anglia  |
| #      | Dátum             | Helyszín                      | Hazai      | Eredmény | Vendég   | Kiírás             | Gólok  | Esemény |
| ------ | ----------------- | ----------------------------- | ---------- | -------- | -------- | ------------------ | ------ | ------- |
| 1.     | 1980. május 31.   | Sydney, Sydney Cricket Ground | Ausztrália | 1 – 2    | Anglia   | barátságos         | -      | 59'     |
| 2.     | 1982. október 13. | London, Wembley Stadion       | Anglia     | 1 – 2    | NSZK     | barátságos         | -      | 81'     |
| 3.     | 1984. május 2.    | Wrexham, Racecourse Ground    | Wales      | 1 – 0    | Anglia   | brit házibajnokság | -      | 77'     |
|        | Összesen          |                               |            | 3        | mérkőzés |                    | 0      | gól     |